# 尾道造酢
尾道造酢株式会社（おのみちぞうす）は、広島県尾道市に本社を置く調味料メーカー。
1582年（天正10年）創業の現存最古の酢メーカー。商標はカクホシ印（□に●が入る）。

## 商品
尾道は温暖な気候（瀬戸内海式気候）と良質な地下水に恵まれており醸造に適した環境である。尾道造酢では現在でも原料水に井戸水を用いている。蔵に古くから残る酢酸菌で醸造している。
広島県には酒処が多いため、そこででる酒粕を原料とする酒粕酢もある。また尾道市は様々な果物の産地であり、それを活かした酢も製造する。日本唯一となる国産大麦100%使用の「尾道モルトビネガー」も製造している。なおこれはかつてキユーピーのマヨネーズの原料酢として用いられていたものを改良したものになる。こうした画期的な試みを続けており、米酢のみならず幅広い商品が造られている。
以下尾道観光協会HPで紹介されている商品を列挙する。
- そのまんま酢のもの
- そのまんま酢のもの紅酢
- 橙ぽん酢
- 尾道特産フルーティーぽん酢
- 無花果酢いーと
- 尾道のうまい酢
- そのまんま尾道3本セット
- 各種ギフト商品

1990年販売開始した酢の物用酢「そのまんま酢のもの」を始めとした食酢と、2004年以降の健康志向によってりんご酢・黒酢の需要が高いという。

## 歴史

### 略歴
以下尾道造酢公式より抜粋
- 1582年（天正10年） : 灰屋次郎右衛門、尾道の久保にて創業
- 1918年（大正7年） : 尾道市久保町橋本太吉宅居にて「尾道造酢株式会社」を設立
- 1851年（昭和26年） : 立体式連続発酵法（特許第244905号）、水平式連続発酵法（特許第244906号）を採用
- 1955年（昭和30年） : 昭和醸造工業（キユーピー醸造の前身）との共同開発でマヨネーズ・ドレッシングの原料酢をキユーピーへ納入
- 1971年（昭和46年） : 通気攪拌式連続発酵法を採用
- 1993年（平成5年） : 商法改正に伴う増資、資本金1,000万円とする

### 灰屋
尾道の酢の歴史は安土桃山時代から始まる。豊臣秀吉が朝鮮から酢の職人を堺に招聘し、まもなく尾道商人が堺から職人を尾道に招聘したのが始まりとされる。天正10年（1582年）尾道商人の（元祖）灰屋橋本次郎右衛門正栄が堺から朝鮮出身の職人を招聘して始めたのを尾道造酢の創業としている。堺よりも後であるが、堺には当時から現在まで製造を続けている会社はないため、尾道造酢が一番古いと言われている。
灰屋橋本次郎右衛門の本業は廻船問屋である。尾道は西廻海運の寄港地となり北前船が入港すると盛況し広島藩領最大の港町となる。その中で灰屋は財を成し、そこから角灰屋・西灰屋などの分家が創設され、一族で廻船問屋・金融業・醸造業などを営む多角経営と分業体制を築いた。

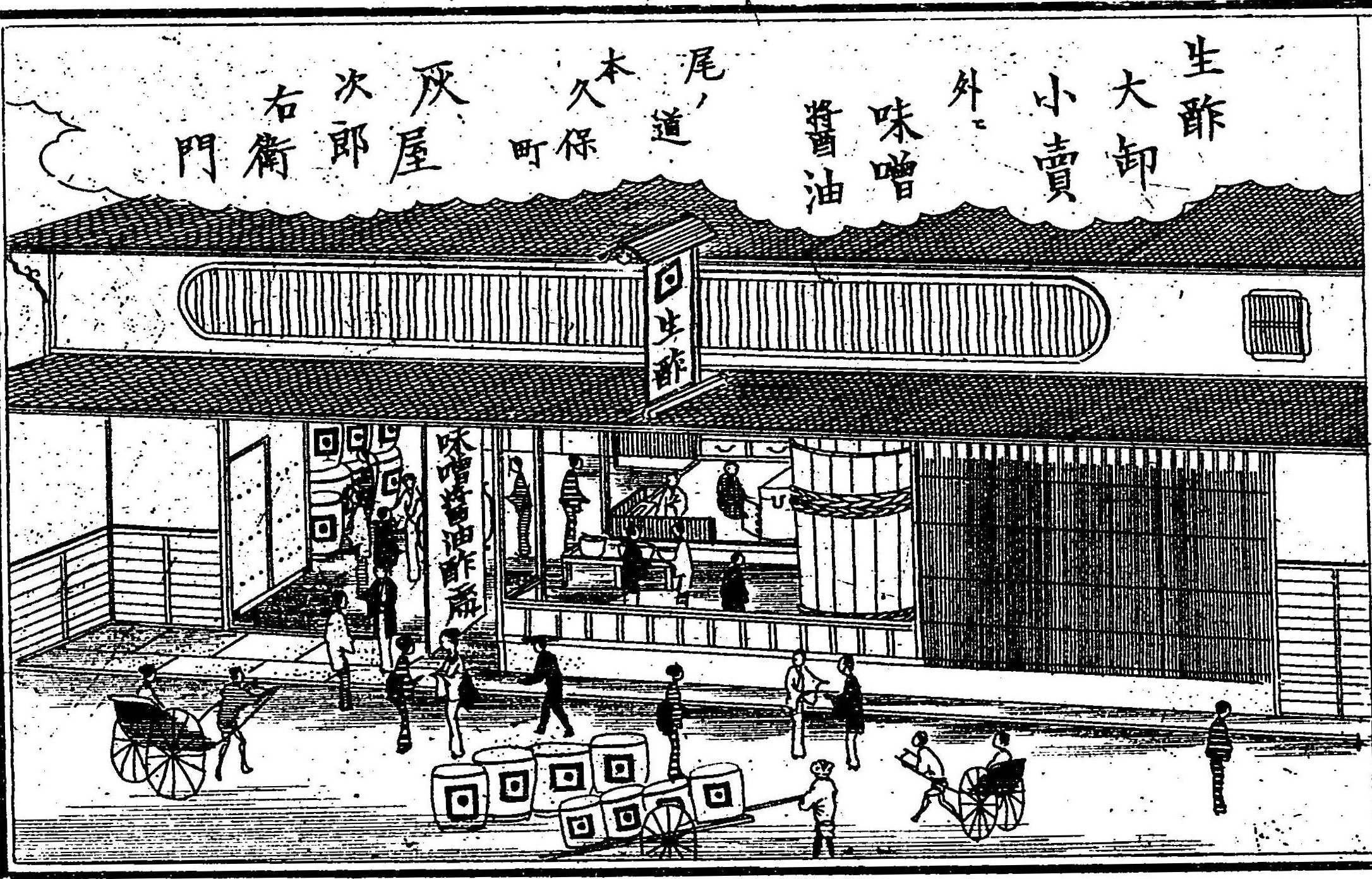
灰屋（東灰屋）次郎右衛門の店舗。カクホシ印が見える。

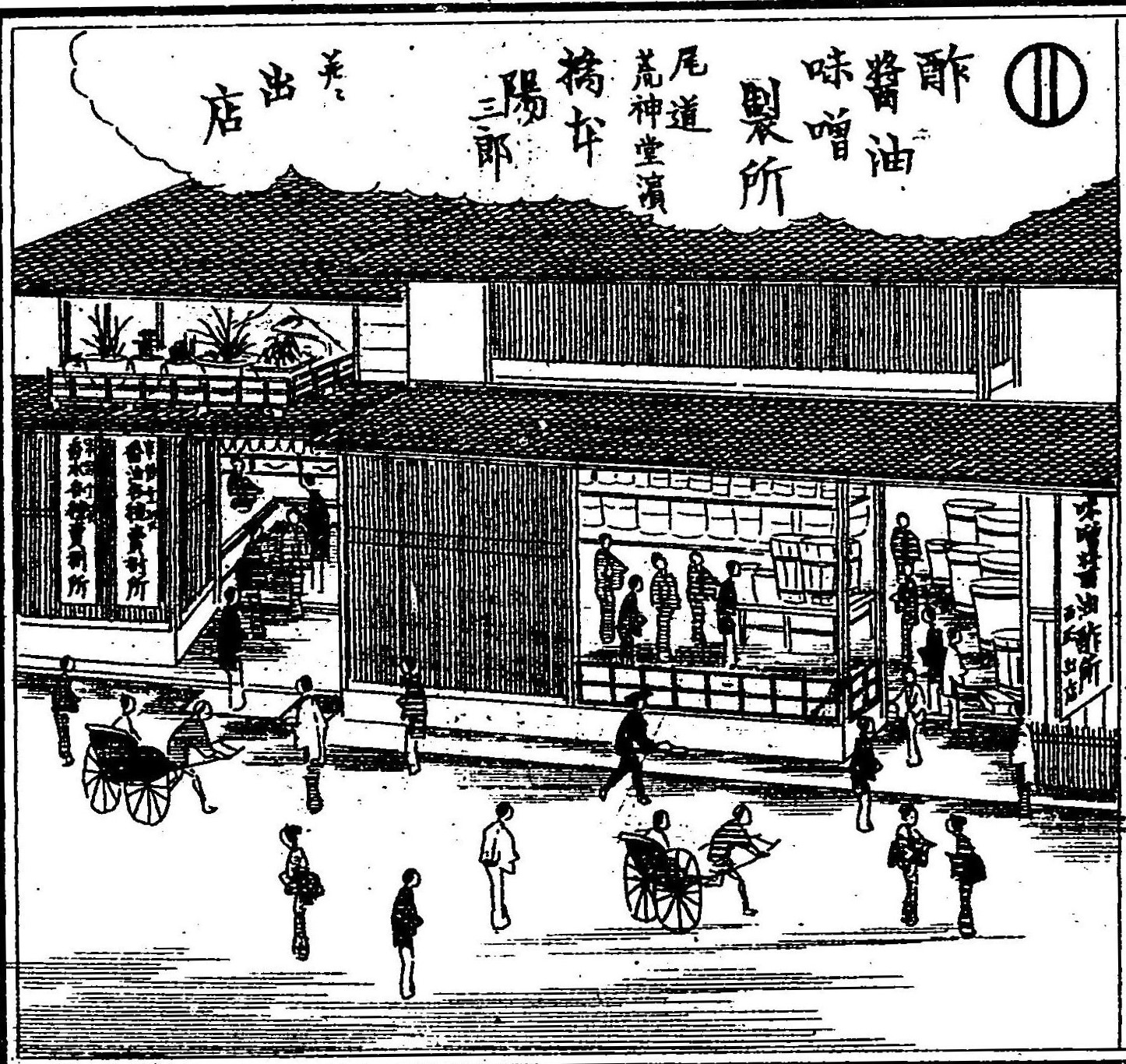
（西灰屋）橋本陽三郎の店舗。西灰屋は角灰屋に吸収され、嘉永年間に橋本静娯の弟恒次郎が再興、明治17年（1884年）からその養孫の陽三郎が続けていた。

尾道の酢は灰屋だけでなく他の商人も造っている。特に北前船で運ばれてきた秋田米によって尾道で米酢造りが始まったと言われている。1970年代前半に尾道の酢は名物として知られるようになり、廻船で他へ運ばれた。江戸中期頃に灰屋橋本次郎右衛門は広島藩の御用酢座に任命され、藩の御用品として納入した、とされる（史料的根拠なし）。
江戸後期になると灰屋橋本家一族の中で角灰屋橋本吉兵衛家が凌駕していく。逆に灰屋橋本次郎右衛門家は経営不振に陥り角灰屋の資金的援助を受けながら問屋業を続けていたが、問屋株を売却して廻船問屋としては廃業、屋号を東灰屋に変更して、造酢専業とする店に転換した。江戸期の史料で酢の販売が確認できるのはこの東灰屋となった後のことになる。東灰屋は弘化4年（1847年）『尾道町惣図』に描かれており、現在の尾道造酢と同じ位置である。かつてはこの南側は海で、店の酢を直接船に積み込んで運んでいたという。

### 株式会社化
灰屋橋本家一族全体が経営苦境に陥り、幕末の頃に角灰屋橋本家橋本静娯により一族の再建が行われた。灰屋（東灰屋）橋本次郎右衛門家は9代目に直系の跡継がいなかったため、静娯の娘に外から婿を取って存続させた。この2人の子が11代目橋本次郎右衛門である橋本太吉であり、1891年（明治24年）正式に家業を継いだ（橋本太吉商店とも）。
1918年（大正7年）当時尾道で造酢業を行っていた野間直兵衛、高垣松右衛門、（東灰屋）橋本次郎右衛門、（西灰屋）橋本陽三郎、岡田金造、三益商会・田辺誠の6軒が合併して「尾道造酢株式会社」を設立した。
初代社長に灰屋橋本家の本家の血筋を引く橋本太吉が就任し、橋本太吉（東灰屋橋本次郎右衛門）宅を本社としたが、実際の経営は番頭的立場にいた人物が行っていた。これは太吉が尾道電灯社長や尾道鉄道社長など尾道造酢以外の企業社長などのポストに就いていたためである。尾道造酢では以降現在まで、社長は橋本家に関係する人物が就任する「同族経営」の形ではあるが「君臨すれども統治せず」という立場をとり、実際の経営は番頭的立場の従業員が行う形をとっている。
尾道の造酢業者は、明治期には少なくとも8軒、大正初期には少なくとも9軒あった。明治期には尾道の業者で広島県内トップの生産量を誇り、四国・中国・九州・大阪・北海道の他、朝鮮・台湾にも出荷されていた。志賀直哉『暗夜行路』の中に、（尾道造酢ではない）酢の店の前を通る描写がある。6軒合併による尾道造酢創業もあって昭和期には4軒となり、更に減って2024年時点で尾道造酢と杉田与次兵衛商店の2つだけになった。

### キユーピーとの関係
しばらくは橋本家一族内で尾道造酢社長が継承されていたが、1950年（昭和25年）角灰屋橋本家橋本龍一の娘・聰子の婿を5代目社長とした。これが山口県柳井の神田酢店出身の神田恒治である。1951年（昭和26年）尾道造酢は連続発酵法・水平式連続発酵法の発酵技術を採用した。
ある日、広島銀行頭取の橋本龍一が上京途中、偶然汽車中でアヲハタ社長兼キユーピー役員の廿日出要之進と出会った。そこで龍一が「娘婿が酢を造っているのだが」と話したことがきっかけとなり、尾道造酢とキユーピーとの取引が始まった。早速尾道造酢で西洋酢の開発が進められ、1955年（昭和30年）キユーピーマヨネーズの原料用食酢として採用され納入を開始した。
1962年（昭和37年）キユーピー・中島董商店・西府農場・尾道造酢・昭和醸造工業の協力で、キューピーマヨネーズの原料用ビネガーを製造・販売する西府産業（のちのキユーピー醸造）が府中市 (東京都)で設立された。西府産業社長は神田恒治が兼務することとなり、初期の頃は尾道造酢が醸造技術面、昭和醸造が人材面を担っていた。
1974年（昭和49年）尾道造酢とキユーピーとの取引関係が解消された（キユーピーの製造拡大に伴いその原料酢の供給はキューピー醸造に切り替えられた）。同年に神田恒治は尾道造酢社長を退任している。
以降社長は橋本家出身者が続き、1994年（平成6年）キューピー醸造を退職した神田恒治が社長に復帰（8代目社長）、1997年（平成9年）恒治が亡くなったため妻の神田聰子が社長に就任（9代目社長）、2024年時点の社長の神田千賀子（10代目社長）は恒治聰子2人の子である。

## 事務所
- 本社/本社工場 : 広島県尾道市
- 大阪店 : 大阪市中央区

## 参考資料
- 下野由貴「尾道酢の経営学　－老舗企業の番頭経営－」（PDF）『経済情報論集』第9巻第1号、尾道大学経済情報学部、2009年6月、43-60頁、2024年12月9日閲覧。
- 西向宏介「近世尾道商人の系譜と展開－橋本家文書の基礎的考察－」（PDF）『広島県立文書館紀要』第16巻、広島県立文書館、2022年3月、71-104頁、2024年12月9日閲覧。